# Ragnvald de Ervik
Ragnvald Lodinsson también Ragnvald de Ervik fue un caudillo vikingo de Selje en  Stadlandet, Noruega. Era hijo de un rico terrateniente llamado Lodin y de su esposa Gyda (una hija de Ljot Þoresson av Møre)  y tenía un hermano llamado Ulf. Le unía una fuerte enemistad con el ætt de Torolv skjalg Ogmundson de Sola, con quien tuvo enfrentamientos sangrientos. Las sagas mencionan a Torolv como un hombre poderoso y respetado, rico pero no particularmente magnánimo, y parece que estuvo implicado en la muerte de Lodin, para quedarse con sus propiedades y dejando a la familia prácticamente sometida a una deuda de esclavitud en Jæren. Rangvald se forzó a aceptar la esclavitud, sin embargo Ulf fue vendido. En un momento de su adultez, Ragnvald se lanzó a actividades vikingas y pudo alcanzar prosperidad y poder. Con el tiempo le unió un fuerte amistad  con Haakon Jarl y no dudó en apoyarle para combatir a los jomsvikings durante la batalla de Hjörungavágr, como testimonian Heimskringla y la saga Jomsvikinga.
La figura de Ragnvald se menciona en la genealogía sobre reyes noruegos de Thormodus Torfæus, que cita la obra «Tåtten om Torolv Skjalg, Ragnvald og Raud» (El relato (Þáttr) de Torolv Skjalg, Ragnvald y Raud). La historia trata sobre Torolv skjalg que mató a Lodin de Ærvik quemándole en su hacienda (hús-brenna) y la venganza de su hijo Ragnvald que le mató a su vez y recuperó las propiedades de su padre. 

## Herencia
Según el escrito conservado en Flateyjarbók, Ragnvald se casó con Sigrid y tuvieron un hijo llamado Gunnar. En su adultez, Gunnar se lanzó a la mar y al desembarcar en Rødøy, cambió su nombre por Raud. Ragnvald y Raud fueron forzados a convertirse al cristianismo por Olaf I de Noruega.